# Oberea pallidula
Oberea pallidula är en skalbaggsart som beskrevs av Gerstaecker 1855. Oberea pallidula ingår i släktet Oberea och familjen långhorningar.
Artens utbredningsområde är Moçambique. Inga underarter finns listade i Catalogue of Life.